# فرنسيس بيرتليس
فرنسيس بيرتليس (بالإنجليزية: Francis Birtles)‏ هو مصور أسترالي، ولد في 7 نوفمبر 1881 في فيتزوري ‏ في أستراليا، وتوفي في 1 يوليو 1941 في سيدني في أستراليا بسبب نوبة قلبية.